# Velesova knjiga
Velesova knjiga je krivotvorina, koja je navodno najstariji slavenski tekst koji prikazuje drevnu slavensku religiju i povijest. Sadrži religijske pasaže i povijesne zapise, ispresijecane s naravojučenijima. Događaji koji se spominju u knjizi datiraju od sedmog stoljeća prije Krista, do devetog stoljeća. 

## Autentičnost
Autentičnost ove knjige ne postoji, neopogani je koriste kao svoj sveti tekst.

## Povijest otkrića knjige
U jesen 1919. godine u Rusiji je još uvijek trajao građanski rat, ali se nazirala pobjeda boljševika. Pukovnik carske vojske Fjodor Arturovič Izenbek je tražio sigurno mjesto u Ukrajini i naišao na jedan opustošen zamak u kojem je našao samo razbacane brezove daščice. Pogledavši ih shvatio je da je na njima nešto ispisano te ih je ponio i nastavio lutati zemljom u kojoj se odvija revolucija. Kad se rat završio Izenbek kao i mnogi njegovi istomišljenici je napustio zemlju i otišao prvo u Tursku pa zatim u Jugoslaviju. 1923. je ponudio Beogradskom Muzeju daščice uz malu novčanu nadoknadu ali ga odbijaju.
Zatim je otputovao u Bruxelles gdje je sreo Jurija Miroljubova. Miroljubovu je trebalo 15 godina da protumači to pismo. Zatim Miroljubov s Velesovom knjigom odlazi u Sjedinjene Američke Države i predaje knjigu Ruskom muzeju u San Franciscu. I od tad su se mnogi stručnjaci bavili tom knjigom uključujući Pešića, Kura i Lesnoja.

## Dijelovi knjige

### Daščica 11a
Molimo se i klanjamo prvom Triglavu i njemu veliku slavu pojemo. Hvalimo Svaroga, djeda božjeg, koji je svemu rodu božjem začetnik i tvorac je svega živog, viječni izvor koji teče ljeti i svuda, a zimi i nikada ne mrzne... A bogu Perunu, gromovniku, bogu bitke i borbe govorimo: ti oživljavaš nas neprestanim okretanjem kruga i vodiš stazom prava kroz bitke do Velike Trizne... bogu Svetovidu slavu uznosimo, jer on je bog Prava i Java i njemu pojemo jer je svjetlost kroz koju vidimo svijet. Gledamo i u Javu opstajemo, a on nas od Nava čuva i stoga mu hvalu pojemo. Slava sva Svetovidu, bogu našem što otvara srca naša da priznamo loše postupke i dobru se okrenemo. Dva bića u nebu sadržana Bjelobog i Crnobog su, a njih oba Svarog drži i zapovijeda.

## Vanjske poveznice
- Velesova knjiga  Arhivirana inačica izvorne stranice od 23. studenoga 2018. (Wayback Machine) (srpski prijevod)
- Velesova knjiga (ruski prijevod)